# مرد دونده (مجموعه تلویزیونی)
رانینگ من (کره‌ای: 런닝 맨) برنامه تلویزیونی پرطرفدار و بسیار مشهور کره جنوبی است که پیش از این بخشی از برنامه گود ساندِی از شبکه اس‌بی‌اس بود. این برنامه اولین بار در ۱۱ ژوئیه ۲۰۱۰ روی آنتن رفت و تا کنون از شبکه اس‌بی‌اس پخش می‌شود. ژانر رانینگ من در اصل به عنوان ژانر «منطقه شهری» طبقه‌بندی می‌شود. مجری‌ها و میهمانان برای پیروزی در مسابقه باید ماموریت‌های خود را در یک مکان مهم انجام دهند. این برنامه به عنوان برنامه بازگشت مجری اصلی برنامه یو جه سوک پس از ترک از خانواده برنامه گود ساندِی در فوریه ۲۰۱۰ مورد توجه قرار گرفت.
این برنامه در سایر مناطق آسیا محبوب شده‌است و به محبوبیت آنلاین در میان طرفداران هالیو دست یافته‌است زیرا به زبان‌های مختلف مانند انگلیسی، فارسی، اسپانیایی، پرتغالی، فرانسوی، ایتالیایی، تایلندی، ویتنامی، چینی، مالایی، اندونزیایی برمه‌ای، عربی، روسی و ترکی محبوب شده‌است.
این برنامه به لیست ۲۰ برنامه تلویزیونی بیزنس اینسایدر در سال ۲۰۱۶ راه یافته‌است.
از آوریل ۲۰۱۷، رانینگ من به عنوان اولین قسمت از گود ساندِی در ساعت ۴:۵۰ بعد از ظهر کی‌اس‌تی پخش می‌شد و در حال رقابت با برنامه بازگشت سوپرمن و پادشاه ماسک از کی‌بی‌اس۲ بود. رانینگ من قبلاً در ساعت ۶:۲۵ بعد از ظهر کی‌اس‌تی روزهای یکشنبه به عنوان دومین بخش برنامه گود ساندِی پخش می‌شد و با برنامه دو روز و یک شب از شبکه کی‌بی‌اس۲ رقابت می‌کرد. این برنامه قسمت ویژه خود را در روز یکشنبه، ۱۲ ژوئیه ۲۰۲۰، در جشن ۱۰ سالگی خود برگزار کرد.

## مجریان برنامه
اعضای اصلی مرد دونده یو جه سوک، جی سوک جین، کیم جونگ کوک، هاها، لی کوانگ سو، سونگ جونگ کی، وگری بود سپس سونگ جی هیو در اصل یک مهمان برای دوم (قسمت ۲–۳) و نقطه عطفی سوم (قسمت ۴–۵)بوده‌است. او به‌طور رسمی برنامه در فصل ۴ به عنوان مجری به گروه پیوست به طوری که نقطه عطف فصل پنجم شد و به عنوان مجری رسمی این برنامه درآمد. در آوریل ۲۰۱۱، سونگ جونگ کی آخرین قسمت خود را در برنامه ثبت کرد وو از آن برنامه به بعد در حرفه بازیگری خود تمرکز می‌کنند اما در قسمت ۶۶ به عنوان مهمان برگشت. در حال حاضر این برنامه با مجریان اصلی مرد که ذکر شد به همراه مجری زن برجسته خود سونگ جی هیو ادامه دارد.

## پرسنل
مقاله اصلی: لیست مهمانان رانینگ من

### کارکنان تولید
کارکنان بازی‌ها را اجرا می‌کنند، اغلب یا با حضور فعال در بازی یا تأثیرگذاری بر نتیجه ماموریت‌های مختلف، جلوی دوربین می‌آیند.
این شامل تصویربرداران شخصی (وی‌جی)، مدیران تولید (پی‌دی)، مدیران طبقه (اف‌دی)، استایلیست‌ها، اپراتورهای پر رونق و غیره است.
تهیه‌کننده اصلی نام سئونگ یونگ تهیه‌کنندگی این برنامه را همراه با جو هیو جین (پی‌دی)، ایم هیونگ تاک و کیم جو هیونگ بر عهده دارد عمدتاً او مسئول کارگردانی و تولید ضبط‌های برنامه را از زمان آغاز به کار بر عهده گرفته‌است. سایر پی‌دی‌ها به ویژه هوانگ سون مان و لی هوان جین برای کمک به ضبط برنامه پیوسته‌اند. اف‌دی گو دونگ وان در ضبط برنامه کمک می‌کند و شناخته شده‌است که بارها بر روی دوربین نشان داده می‌شود، همچنین در انجام و تحویل دادن مأموریت‌ها به اعضا کمک می‌کند. تهیه‌کننده کیم جو هیونگ از آنجا که دوباره به اینکیگایو منصوب شد، برنامه را از قسمت ۱۸۲ ترک کرد.
هر یک از اعضا فیلمبردار شخصی خود را دارد که منحصراً هنگام ضبط آنها را دنبال می‌کنند. از تصویربرداران برجسته می‌توان به ریو کون ریول (وی‌جی اصلی یو جه سوک)، کیم یو سئوک (وی‌جی اصلی جی سوک جین)، چوی یون سانگ (وی‌جی اصلی لی کوانگ سو)، یون سونگ یونگ (وی‌جی اصلی هاها)، سونگ گیو (وی‌جی اصلی سونگ جی هیو)، جو سئونگ اوه (وی‌جی اصلی گری اکنون وی‌جی اصلی یانگ سه چان)، کیم کی جین (وی‌جی اصلی کیم جونگ کوک) و کیم سی یون (وی‌جی اصلی جئون سو مین) اشاره کرد.
در ۱۹ نوامبر ۲۰۱۴، جو هیو جین مدیر برنامه پس از چهار سال کار با اعضا ترک خود را از برنامه اعلام کرد.
در تاریخ ۲۰ مارس ۲۰۱۶، پی‌دی اصلی برنامه، ایم هیونگ تاک از برنامه خارج شد (از قسمت ۲۹۱) و به عنوان تهیه‌کننده برنامه رانینگ من چینی پیوست و منجر به تولید پی‌دی‌های نسل جدید به ویژه پی‌دی لی هوان جین، پی‌دی جونگ چول مین و پی‌دی پارک وونگ یو می‌شود. اف‌دی گو دونگ وان نیز از طریق اینستاگرام خود مرخصی خود را اعلام کرد.
در ۳ جولای ۲۰۱۶، اس‌بی‌اس بازگشت تهیه‌کننده کیم جو هیونگ به برنامه را تأیید کرد. در همان ماه، تأیید شد که وی پی‌دی جدید و اصلی برنامه خواهد بود. با این حال، مدت زیادی طول نکشید که پی‌دی کیم جو هیونگ اعلام کرد که از این برنامه کناره‌گیری می‌کند. پس از آن، پی‌دی لی هوان جین عنوان پی‌دی اصلی رانینگ من را تا مارس ۲۰۱۷ به عهده گرفت. از آوریل ۲۰۱۷، جونگ چول مین پی‌دی اصلی برنامه رانینگ من است. در جولای ۲۰۱۸، پی‌دی جونگ چول مین کمی استراحت کرد و پی‌دی لی هوان جین به‌طور موقت مسئولیت پی‌دی اصلی نمایش را بر عهده گرفت.
در ۵ فوریه سال ۲۰۲۰، اس‌بی‌اس تأیید کرد که پی‌دی جونگ چول مین از برنامه و کمپانی جدا خواهد شد و پی‌دی چوی بو پیل عنوان پی‌دی اصلی برنامه را بر عهده خواهد گرفت.

### مهمانانی که بیشترین حضور را دارند
لیست زیر مهمانانی است که تا ۱۱ آوریل ۲۰۲۱ بیشتر ظاهر می‌شوند.
| ردیف | نام            | تعداد قسمت‌ها | قسمت‌ها                                                                        | حرفه              |
| ---- | -------------- | ------------ | ----------------------------------------------------------------------------- | ----------------- |
| ۱    | کانگ هانا      | ۲۱           | ۳۴۳, ۳۸۰, ۳۹۲–۳۹۶, ۳۹۹–۴۰۰, ۴۰۶–۴۰۸, ۴۲۶–۴۲۷, ۴۷۶–۴۷۷, ۴۸۰, ۴۸۶, ۴۹۰–۴۹۱, ۵۰۹ | بازیگر زن         |
| ۲    | هونگ جین یونگ  | ۲۰           | ۲۰۵, ۲۲۱, ۲۶۶, ۲۹۹, ۳۵۶–۳۵۷, ۳۹۲–۳۹۶, ۳۹۹–۴۰۰, ۴۰۶–۴۰۸, ۴۳۹, ۴۴۲, ۴۶۹, ۴۹۹    | خواننده           |
| ۳    | لی سانگ یوب    | ۱۶           | ۳۸۱, ۳۹۰–۳۹۶, ۳۹۹–۴۰۰, ۴۰۶–۴۰۸, ۴۱۵, ۴۵۳, ۵۰۹                                 | بازیگر مرد        |
| ۴    | یون بومی       | ۱۳           | ۲۰۲–۲۰۳, ۲۵۵, ۳۴۴, ۳۷۲, ۴۵۸–۴۵۹, ۴۶۷–۴۶۹, ۵۰۰, ۵۲۹–۵۳۰                        | اعضای ای‌پینک      |
| ۴    | سون نایون      | ۱۳           | ۱۶۲, ۲۰۲–۲۰۳, ۳۵۶–۳۵۷, ۳۶۰–۳۶۱, ۴۲۴, ۴۵۸–۴۵۹, ۴۶۷–۴۶۹                         | اعضای ای‌پینک      |
| ۶    | جونگ یونگ هوآ  | ۱۲           | ۷, ۱۱, ۱۷, ۳۵–۳۶, ۷۲–۷۳, ۱۰۴, ۱۲۷, ۱۲۹, ۱۸۶, ۲۴۲                              | لیدر گروه سی‌ان‌بلو |
| ۶    | هئو کیونگ هوان | ۱۲           | ۲۰۲–۲۰۳, ۳۳۹, ۳۹۰–۳۹۲, ۴۷۷–۴۷۸, ۴۸۳–۴۸۴, ۴۹۰–۴۹۱                              | کمدین             |
| ۶    | لی داهی        | ۱۲           | ۳۸۸–۳۸۹, ۳۹۲–۳۹۶, ۳۹۹–۴۰۰, ۴۰۶–۴۰۸                                            | بازیگر زن         |
| ۹    | نیکون          | ۱۱           | ۴–۵, ۱۹, ۴۰, ۵۰–۵۱, ۱۰۴, ۱۹۵, ۲۴۸, ۲۵۶, ۳۰۶                                   | اعضای توپی‌ام      |
| ۱۰   | جو سهو         | ۱۰           | ۳۰۵, ۳۶۰–۳۶۱, ۳۶۷–۳۶۸, ۳۷۴–۳۷۵, ۴۹۹, ۵۱۰, ۵۵۰                                 | کمدین             |
| ۱۱   | سونگری         | ۹            | ۳۰, ۸۴–۸۵, ۱۶۳, ۱۹۰, ۲۵۰, ۴۱۶–۴۱۷, ۴۳۶                                        | عضو سابق بیگ‌بنگ   |
| ۱۱   | پارک جی سونگ   | ۹            | ۹۶–۹۷, ۱۵۲–۱۵۴, ۱۹۹–۲۰۰, ۲۸۳–۲۸۴                                              | فوتبالیست سابق    |

## پخش بین‌المللی
در نوامبر ۲۰۱۱، حقوق مربوط نشان می‌دهد تا در مناطق در آسیا، یعنی تایوان، تایلند، چین، مالزی، هنگ کنگ، ژاپن، سنگاپور، کامبوج، و اندونزی مرد دونده به عنوان یک برنامه محبوب فروخته شد. در ژانویه ۲۰۱۳، اس‌بی‌اس مرد دونده در آسیا به عنوان یکی از پروژه‌های بزرگ‌سال ۲۰۱۳ اعلام شد. کارگردان جو هیو جین، اظهار داشت که این برنامه تور دو کشور در آسیا در نیمه اول سال ۲۰۱۳ خواهد شد. این برنامه قبلاً به تایلند، چین و هنگ کنگ برای فیلمبرداری سفر کرد. جو هیو جین نیز منافع مطرح شده توسط ایستگاه‌های تلویزیونی سنگاپوری که در قالب رانینگ من خریده شد، تصریح کرد رانینگ من محبوبیت زیادی در آسیا کسب کرده‌است. تهیه‌کننده من هیونگ تاک تأیید کرد که این برنامه در ماکائو خواهد بود، فیلمبرداری چین و هانوی، ویتنام در اوایل فوریه، و قسمت‌های مربوطه در تلویزیون در اواخر فوریه و اوایل ماه مارس پخش شد. در فوریه ۲۰۱۴، جو هیو جین اعلام کرد که این برنامه توسط کمیسیون گردشگری استرالیا به فیلم در استرالیا دعوت شد، در اواسط ماه فوریه تا مارس این کار را انجام خواهد داد. وقتی آن‌ها برای عکسبرداری در ویتنام وارد شدند، توسط هزاران نفر در فرودگاه مورد استقبال قرار گرفتند.

## جوایز
- سال ۲۰۱۰:
- جایزه برنامه Netizen محبوب ترین‌ها برای برنامه مرد دونده
- جایزه بهترین ستاره شبکه اس‌بی‌اس برای کیم جونگ کوک
- جایزه ویژه بهتری مجری برای سونگ جی هیو
- سال ۲۰۱۱:
- جایزه برنامه Netizen محبوب ترین‌ها برای برنامه مرد دونده
- جایزه بهترین سرگرمی: انواع رده برای هاها
- جایزه داغ‌ترین و محبوبترین ستاره برای سونگ جی هیو
- جایزه بزرگ (Daesang) برای یو جائه سوک
- سال ۲۰۱۲:
- جایزه بهترین زوجی که هنوز زن و شوهر نشده‌اند! برای سونگ جی هیو و گری
- جایزه بهترین زن سرگرم‌کننده برای سونگ جی هیو
- جایزه برجسته: انواع رده برای‌گری و جی سوک جین
- جایزه بهترین برنامه تلویزیونی برای مرد دونده
- سال ۲۰۱۳:
- جایزه بهترین زوج برای‌گری و سونگ جی هیو
- جایزه دوستی برای لی کوانگ سو
- جایزه برجسته مرد برای هاها و کیم جونگ کوک
- جایزه برجسته‌ترین برای سونگ جی هیو
- جایزه بهترین برنامه برجسته برای مرد دونده